# Іван Амая
Іван Амая (ісп. Iván Amaya, нар. 3 вересня 1978, Сальєн) — іспанський футболіст, що грав на позиції захисника.
Виступав, зокрема, за клуб «Атлетіко», а також олімпійську збірну Іспанії.

## Клубна кар'єра
Народився 3 вересня 1978 року в місті Сальєн. Вихованець футбольної школи клубу «Райо Вальєкано».
У дорослому футболі дебютував 1996 року виступами за команду «Райо Вальєкано Б». 
Протягом 1998—2000 років захищав кольори клубу «Райо Вальєкано».
Своєю грою за останню команду привернув увагу представників тренерського штабу клубу «Атлетіко», до складу якого приєднався 2000 року. Відіграв за мадридський клуб наступні два сезони своєї ігрової кар'єри.
Згодом з 2002 по 2015 рік грав у складі команд «Еспаньйол», «Хетафе», «Реал Мурсія», «Ельче», «Удінезе», «Гранада», «Реал Мурсія», «Аполлон», «Сан-Себастьян-де-лос-Реєс» та «Пуерта Боніта».
Завершив ігрову кар'єру у команді «Іллескас», за яку виступав протягом 2015—2016 років.

## Виступи за збірні
З 2000 року залучався до складу молодіжної збірної Іспанії. На молодіжному рівні зіграв у 4 офіційних матчах.
Також 2000 року захищав кольори олімпійської збірної Іспанії. У складі цієї команди провів 6 матчів. У складі збірної — учасник футбольного турніру на Олімпійських іграх 2000 року у Сіднеї, на яких став срібним призером.